# Antimo di Nicomedia
Antimo di Nicomedia (in greco Ἄνθιμος Νικομηδείας?; Nicomedia?, III secolo – Nicomedia?, 303 circa) è stato un martire cristiano, venerato come santo dalla Chiesa cattolica e da quella ortodossa.

## Agiografia
Antimo fu vescovo di Nicomedia all'epoca della persecuzione ordinata da Diocleziano contro i cristiani, all'inizio del IV secolo. Secondo quanto riferisce Eusebio di Cesarea, uno dei primi storici del cristianesimo, pochi giorni dopo la promulgazione del primo editto imperiale contro i cristiani, datato 24 febbraio 303, scoppiò un incendio nel palazzo imperiale di Nicomedia. Sebbene le responsabilità dell'accaduto non fossero chiare, le autorità addossarono la colpa ai cristiani, che da quel momento furono oggetto di violente repressioni. 
In questo clima ostile, molti furono arrestati, torturati e messi a morte con modalità diverse: alcuni vennero bruciati vivi, altri annegati, altri ancora decapitati. Tra le vittime vi fu anche Antimo, che subì la decapitazione e morì così martire per la propria fede.
Eusebio non riporta l'anno e la data di nascita di Antimo. Nel martirologio geronimiano, tuttavia, si cita come data di nascita il 27 aprile di un anno imprecisato.
Una versione successiva della sua vita è contenuta in una Passio attribuita a Simeone Metafraste, considerata dalla critica agiografica come scarsamente attendibile per via della sua struttura leggendaria e della presenza di topoi ricorrenti nella letteratura martirologica. Secondo questo racconto, Antimo era un giovane originario di Nicomedia, già da ragazzo dedito alla pratica delle virtù cristiane. Ordinato vescovo, si dedicò con zelo al sostegno dei cristiani perseguitati e all'incoraggiamento dei martiri.
All'inizio della persecuzione fu sorpreso mentre predicava in un villaggio e arrestato da venti soldati inviati a catturarlo. Antimo riuscì tuttavia a convertirli alla fede cristiana e li battezzò prima di essere condotto davanti all'imperatore Massimiano. Interrogato e sottoposto a torture, ne uscì miracolosamente illeso, fino a quando fu condannato a morte e decapitato. Un testo religioso gli è stato attribuito, ma è generalmente ritenuto apocrifo e privo di valore storico.

## Culto

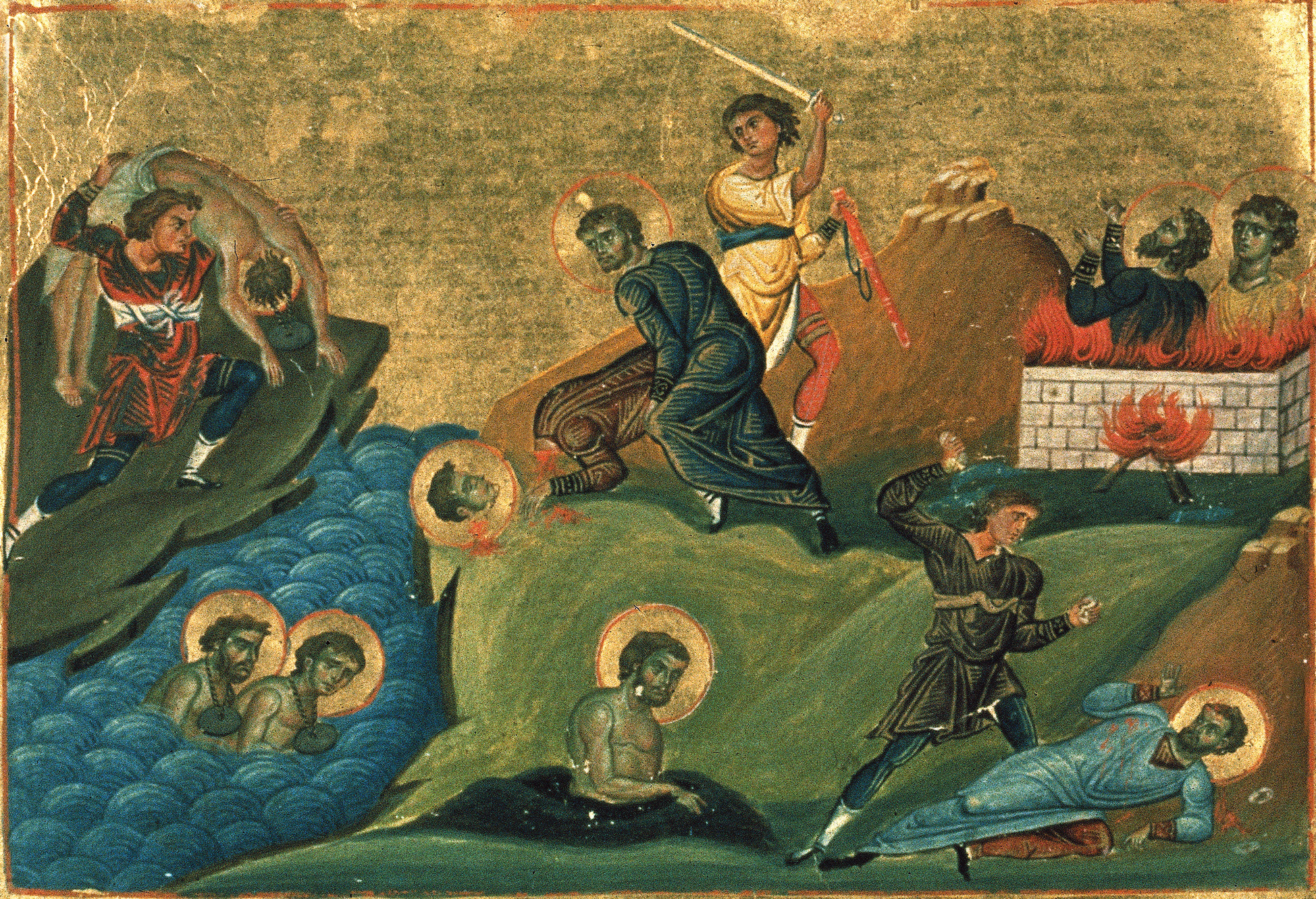
Il martirio di Antimo e dei suoi seguaci in una miniatura del Menologio di Basilio II

Il sepolcro di Antimo fu sin dall'inizio oggetto di venerazione da parte dei fedeli. In epoca giustinianea, l'imperatore Giustiniano I fece erigere sul luogo tradizionalmente identificato come quello della sua sepoltura una basilica sontuosa, riccamente decorata con marmi e oro. L'edificio sacro fu probabilmente dedicato alla sua memoria e costituì un punto focale della devozione cristiana a Nicomedia.
La data del suo martirio resta incerta e le fonti agiografiche e liturgiche presentano diverse tradizioni. Il Martirologio geronimiano lo commemora il 27 aprile, mentre il Martirologio siriaco del IV secolo menziona un Antimo il 24 aprile, corrispondente al 24 del mese di nisan nel calendario semitico. La Chiesa ortodossa bizantina lo celebra invece il 3 settembre, data attestata anche dal Calendario palestino-georgiano del manoscritto sinaitico 34, risalente al X secolo.
Secondo lo studioso Raymond Janin, il 3 settembre potrebbe corrispondere sia alla data reale del martirio, avvenuto nel 303, sia a quella della dedicazione della basilica voluta da Giustiniano. La Chiesa cattolica ha adottato come giorno liturgico il 24 aprile, mentre quella ortodossa conserva la celebrazione al 3 settembre.